# MULTIS
MULTIS（マルティス）とは、MULTIple free-radical Scavenging の略名であり、生体試料（血清、尿など）、食品添加物、補助栄養剤、医薬品などが持つフリーラジカルを消去する能力（消去能）を複数種のフリーラジカルについて測定し結果を図示する方法である。
毒性があるとされるフリーラジカルを毒性のない非ラジカル種に変換する能力（消去能）の高低はその試料の酸化ストレスに対する防御能と関連があると考えられている。しかし消去能の高低は消去されるフリーラジカルの種類に強く依存するので「フリーラジカル消去能」はフリーラジカルを特定しなければ意味をなさない。
ヒドロキシラジカル、スーパーオキシドラジカルについてはすでに多様な方法で血清などの消去能が測定された報告がある（、及びその引用文献）。
提案された MULTIS では6種のラジカルすなわちヒドロキシラジカル、スーパーオキシドラジカル、アルキルオキシラジカル、アルキルペルオキシラジカル、アルキルラジカル、シングレットオキシジェンを一定量生成させその生成量が試料の存在によって減少する度合いを定量し、消去能を算出する。測定にはESRスピントラップ法 (Spin Trapping) を用いる。
発刊論文では以上6種のフリーラジカルをそれぞれの前駆体から光照射で測定器内で生成させ、一定量の測定試料の存在によるフリーラジカル量の減少を測定、消去能を算出した。血清試料は健常者 (n=30) と腎機能低下症 (CKD) で透析を受けている者 (n=45) から採取し、結果は健常者の消去能を100として相対的にレーダーチャートで表示した。
このレーダーチャート中のCKD群のパターンは健常群（正六角形）と比較すると顕著な差が見られる。この変化が疾病選択的であるかどうかはまだわかっていないが、選択的であるとすれば疾病の特定、病態の診断の手段として用いることができる可能性がある。
その後出版されたMULTIS法を用いた研究にはウシ血清のMULTISパターンのヒト血清との比較研究（４）、脳梗塞治療薬ラジカット（エダラボン）の研究（５）などがある。